# Зернолуск чорногорлий
Зернолу́ск чорногорлий (Saltatricula atricollis) — вид горобцеподібних птахів родини саякових (Thraupidae). Мешкає в Південній Америці .

## Опис
Довжина птаха становить 20,5 см. Верхня частина тіла темно-коричнева, обличчя і горло чорні, скроні сіруваті. Нижня частина тіла світло-коричнева. Дзьоб яскраво-оранжевий, зверху чорний. У молодих птахів обличчя і горла рудувато-коричневі, дзьоб темний. Спів — швидка, складна, музикальна трель.

## Поширення і екологія
Чорногорлі зернолуски мешкають в центральній і східній Бразилії (від північної Сеари, Мараньяну і Пернамбуку до Мату-Гросу, північного Сан-Паулу і південного Мінас-Жерайсу), на північному сході Парагваю та на сході Болівії. Вони живуть у саванах серрадо і сухих чагарникових заростях. Зустрічаються невеликими зграйками, на висоті від 600 до 1300 м над рівнем моря. Живляться насінням, плодами, бруньками та безхребетними. Гніздо чашоподібне, в кладці 2—3 яйця. Інкубаційний період триває 13 днів. За рік може вилупитися 2—3 виводки.